# Sabatieria spiculata
Sabatieria spiculata is een rondwormensoort uit de familie van de Comesomatidae. De wetenschappelijke naam van de soort is voor het eerst geldig gepubliceerd in 2007 door Botelho, Da Silva, Esteves & Fonseca-Genevois.